# Elza (piosenkarka)
Elizabeth Gedrick (jap. エリザベス・ゲドリック Gedrick Elizabeth; ur. 25 czerwca 1957 w Fukuoce), lepiej znana jako Elza – japońska piosenkarka i modelka aktywna w latach 70., jej ojciec jest Amerykaninem polskiego pochodzenia, a matka Japonką. Ukończyła gimnazjum Momochi w Fukuoce.
Elza prowadziła własną agencję rozrywkową, ゲドリック商会, w Shinjuku. Jednak po przejściu na emeryturę powróciła do rodzinnego miasta.

## Dyskografia

### Single
| # | Data wydania         | Tytuł    | Utwory                            | Uwagi                                   | Przy. |
| - | -------------------- | -------- | --------------------------------- | --------------------------------------- | ----- |
| 1 | 25 października 1973 | 山猫の唄 | 1. A 山猫の唄 2. B 生きがい       | wytwórnia: Elec Records Format:Winyl 7  | [ 3 ] |
| 2 | kwiecień 1975        | 父よ     | 1. A 父よ 2. B エルザのテーマ     | wytwórnia: Trio Records Format: Winyl 7 | [ 4 ] |
| 3 | luty 1977            | 1957年   | 1. A 1957年 2. B ミスター・スカイ | wytwórnia: Victor Format: Winyl 7       | [ 5 ] |

### Albumy
| # | Data wydania | Tytuł                  | Utwory | Uwagi                                                                                     | Przy. |
| - | ------------ | ---------------------- | --- | ----------------------------------------------------------------------------------------- | ----- |
| 1 | 1975         | Half & Half            | 1. A1 僕が死ぬ前に 2. A2 三つの夢 3. A3 愛すべき世界 4. A4 ウェディング・ベル 5. A5 愛せない事情 6. B1 天才少女よ、今のうちだ!! 7. B2 さよなら ひとつ 8. B3 悪意の天使 9. B4 唄は私の小さな人生 10. B5 父よ | wytwórnia: Trio Records Format: LP, CD (15 lipca 2000, 20 czerwca 2013, 23 stycznia 2019) | [ 6 ] |
| 2 | marzec 1977  | ポップコーンと魔法使い | 1. A1 1957年 2. A2 ミスター・スカイ 3. A3 笑いすぎた雨 4. A4 魔法使い 5. A5 あなたを待つと… 6. B1 恋は南風 7. B2 レンガ通り幸福広場 8. B3 夢の終り 9. B4 冷たい風 10. B5 銀髪ひげのおじいさん 11. B6 石の花 | wytwórnia: Victor Format: LP, CD (20 grudnia 2006)                                        | [ 7 ] |